# فيروسات بيرنوية
الفيروسات البيرنوية أو عائلة بيرنافيريدي (بالإنجليزية: Birnaviridae)‏ هي عائلة الفيروسات التي تضم الأجناس التالية:
- جنس فيروس بيرنوي بحري;الأنواع: فيروس عدوى نخر البنكرياس
- جنس فيروس بيرنوي طيري;الأنواع: داء الغومبورو
- جنس فيروس مبقع; الأنواع: فيروس رأس الأفعى المبقع
- جنس فيروس بيرنوي حشري;الأنواع: فيروس ذبابة الخل العاشر

تتوضع الفيروسات البيرنوية مع المجموعة الثالثة في تصنيف بلتيمور، ما يعني أن لها جينوم ثنائي سلسلة الرنا.

## وصلات خارجية
- نطاق فيروسي: فيروسات بيرنوية